# GCRC
GCRC (inaczej 33-KS-2800) – amerykański silnik rakietowy na paliwo stałe. Używany w członie Vanguard 3 rakiet Vanguard, w końcu lat 50.
Dwa takie silniki (o numerach fabrycznych: 175-15-21 i 144-79-2) osiągnęły orbitę okołoziemską i pozostają na niej.
Zobacz też: chronologia rakiety nośnej Vanguard.